# Władysław Rydzewski
Władysław Rydzewski (ur. 9 lipca 1911 w Krakowie, zm. 28 sierpnia 1980 we Wrocławiu) – polski zoolog, ornitolog, powstaniec warszawski.

## Życiorys

### Młodość
Syn profesora geologii Bronisława Rydzewskiego i Marii z domu Dobrzańskiej. Uczęszczał do warszawskiego Gimnazjum im. Stanisława Staszica, w 1929 złożył egzamin dojrzałości, a następnie rozpoczął studia zoologiczne na Wydziale Matematyczno-Przyrodniczym Uniwersytetu Warszawskiego pod kierunkiem prof. Konstantego Janickiego i Jana Tura. Od 1930 pracował społecznie w Zarządzie Głównym Ligi Ochrony Przyrody. W 1933 uzyskał absolutorium, a następnie został powołany do służby wojskowej, którą odbył w Szkole Podchorążych Rezerwy Artylerii we Włodzimierzu Wołyńskim. Po przejściu do rezerwy został pracownikiem działu ornitologicznego w Państwowym Muzeum Zoologicznym. Na stopień podporucznika został mianowany ze starszeństwem z 1 stycznia 1936 i 76. lokatą w korpusie oficerów rezerwy artylerii. Od maja 1936 kierował działającą przy muzeum Stacją Badania Wędrówek Ptaków. W kwietniu 1937 przedstawił pracę magisterską Badania nad notarium u ptaków, za którą otrzymał nagrodę. Następnie wyjechał w podróż naukową, podczas której odwiedził stacje ornitologiczne w Rzeżycy, Rydze i Tartu i zapoznał się z ich pracą. Od 1938 redagował kwartalnik „Biuletyn Stacji Badania Wędrówek Ptaków przy Państwowym Muzeum Zoologicznym”, do wybuchu II wojny światowej opublikował piętnaście prac dotyczących ornitologii.

### II wojna światowa
W sierpniu 1939 został zmobilizowany i przydzielony do 3 pułku artylerii lekkiej, w szeregach którego walczył podczas kampanii wrześniowej. 13 września został ciężko ranny i dostał się do niewoli, skąd 11 października udało mu się wyjść na wolność. Na początku 1940 został zatrudniony w charakterze opiekuna zbiorów w Muzeum Zoologicznym, które funkcjonowało przy likwidowanym Ministerstwie Wyznań Religijnych i Oświecenia Publicznego. W tym czasie zaangażował się w działalność Związku Walki Zbrojnej używając pseudonimów „Bogdan” i „Niemen”, po kilku miesiącach został zwolniony z pracy w muzeum i pracował fizycznie. Po powstaniu Armii Krajowej wszedł w jej szeregi, skupował i transportował broń. Podczas powstania warszawskiego był dowódcą 1 plutonu VI batalionu „Zaremba-Piorun” Armii Krajowej, który walczył w Śródmieściu. Walcząc w obronie barykady został ranny, w uznaniu męstwa odznaczono go Krzyżem Orderu Virtuti Militari. Po upadku powstania trafił do stalagu Lamsdorf, a następnie do Murnau.

### Emigracja
Po zakończeniu działań wojennych wstąpił do Polskich Sił Zbrojnych na Zachodzie, ale ze względu na chorobę płuc został skierowany na rekonwalescencję do Włoch. Rok później wyjechał do Egiptu, a następnie do Libanu, w Baabdacie pracował jako nauczyciel w polskiej szkole i redagował pismo polonijne. We wrześniu 1947 razem z ewakuowanymi wojskami alianckimi znalazł się w Wielkiej Brytanii, przez dwa lata pracował jako wolontariusz w dziale ornitologicznym British Museum, gdzie przygotowywał materiały do Atlasu wędrówek ptaków. Po demobilizacji w 1949 przeprowadził się do Croydon, gdzie pracował w zakładach tworzyw sztucznych, a następnie w zakładach radiotechnicznych. Równolegle pracował naukowo, w 1951 otrzymał z działającego przy University of London Imperial College of Science and Technology roczne stypendium, dzięki któremu rozpoczął studia i napisał dysertację The nomadic movements and migrations of the European Common Heron, Ardea cinerea L., na podstawie której w 1954 uzyskał stopień doktora filozofii w dziedzinie zoologii, jednocześnie przyznano mu tytuł Member of the College of Science and Technology. Dzięki uczestnictwu w Międzynarodowych Kongresach Ornitologicznych zdobył opinię wybitnego eksperta w dziedzinie wędrówek ptaków, w 1951 na kongresie w Uppsali przedstawił wybitną pracę o historii znakowania ptaków od czasów rzymskich do współczesnych zatytułowaną A historical review of bird marking, w późniejszym czasie uzupełnił ją dwiema publikacjami. W 1954 na kongresie w Bazylei przedstawił swoje zbiory urządzając wystawę zatytułowaną „Historia obrączkowania ptaków”, został wówczas członkiem Międzynarodowego Komitetu Obrączkowania Ptaków. W styczniu 1959 został docentem Polskiego Uniwersytetu Na Obczyźnie, rozpoczął przewód habilitacyjny i otrzymał venia legendi w dziedzinie ornitologii, rok później przez pięć miesięcy przebywał na Wyspach Kanaryjskich, gdzie wspólnie z amerykańską ekspedycją ornitologiczną prowadził badania nad migracją ptaków.

### Powrót do kraju
Po powrocie z ekspedycji odrzucił propozycję objęcia profesury w Stanach Zjednoczonych, natomiast przyjął zaproszenie prof. Kazimierza Szarskiego i Kazimierza Sembrata i w grudniu 1960 powrócił do Polski. Został wówczas profesorem nadzwyczajnym na Wydziale Przyrodniczym Uniwersytetu Wrocławskiego, a rok później został wybrany na kierownika Katedry Anatomii Porównawczej Zwierząt i piastował tę funkcję przez rok, zorganizował przy niej Zakład Ornitologii i stał ja jego czele do 1969, kiedy to na skutek reformy szkolnictwa wyższego uległ on likwidacji. W 1963 Władysław Rydzewski został powołany na stanowisko kierownika Muzeum Zoologicznego przy Instytucie Zoologicznym Uniwersytetu Wrocławskiego, dzięki jego zaangażowaniu muzeum stało się samodzielnym instytutem przy Wydziale Nauk Przyrodniczym, w 1965 formalnie został dyrektorem tego Instytutu i sprawował tę funkcję do swojej śmierci. W 1963 powołał do życia międzynarodową organizację EURING zrzeszającą europejskie ośrodki obrączkowania ptaków. W 1968 został równolegle zastępcą dyrektora Instytutu Zoologicznego Uniwersytetu Wrocławskiego, a rok później stanął na czele stacji ornitologicznej w Miliczu.

## Członkostwo
- Polskie Towarzystwo Naukowe na Obczyźnie (1950–60, Londyn),
- Zrzeszenie Profesorów i Docentów Polskich Szkół Akademickich (Londyn),
- Przewodniczący Oddziału Wrocławskiego (1965–1969) Polskiego Towarzystwa Zoologicznego,
- Przewodniczący Polskiej Sekcji Międzynarodowego Komitetu Ochrony Ptaków,
- Wrocławskie Towarzystwo Naukowe (od 1961),
- Państwowa Rada Ochrony Przyrody (1965–74),
- Komitet Zoologiczny Polskiej Akademii Nauk,
- Przewodniczący Rad Naukowych: 
  - Instytutu Zoologicznego PAN w Warszawie,
  - Karkonoskiego Parku Narodowego (od 1961),
  - Wrocławskiego Ogrodu Zoologicznego,
- Przewodniczący Wojewódzkiego Komitetu Ochrony Przyrody we Wrocławiu (1967–74),
- Liga Ochrony Przyrody,
- British Ornithologists’ Union (Oxford, od 1947),
- Cooper Ornithological Society (USA, od 1954),
- International Bird Ringing Committee (USA, od 1954),
- Sociedad Española de Ornitologia.

## Działalność wydawnicza
- Założyciel i przez 26 lat redaktor „The Ring”, początkowo prywatnego, a od 1958 międzynarodowego kwartalnika ornitologicznego, który ukazywał się w latach 1954-1960 w Croydon, od 1961 do 1980 we Wrocławiu), ogółem ukazało się 101 numerów[4].
- Redaktor naczelny „Acta Ornithologica”, wydawnictwa Instytutu Zoologii PAN w Warszawie – od 1962 do 1973.
- Założył i krótko redagował w kraju także dwa inne periodyki[4]: 
  - 1963–4 „The Ring” S. B – International Ornithological Informations Service (Wr.),
  - 1978–80 „Natural History Museums Newsletter”, międzynarodowe czasopismo poświęcone muzealnictwu przyrodniczemu.
- Redagował i kierował zespołem autorskim wydawnictwa „Polskie nazewnictwo zoologiczne”, Część I – „Ssaki” (1968) i przygotował do druku część II – „Ptaki”.
- Autor licznych ekspertyz i opinii dotyczących ochrony przyrody i muzealnictwa w kraju, które nie ukazały się drukiem, m.in.[4]: 
  - Ustawa Łowiecka (1971),
  - Rozwój sieci rezerwatów zoologicznych (1972),
  - Stan muzealnictwa przyrodniczego w Polsce (1969, 1972, 1975).

## Ordery i odznaczenia
- Krzyż Srebrny Orderu Virtuti Militari (1944),
- Medal Wojska (1946),
- brytyjski War Medal (1947),
- Krzyż Armii Krajowej (1968),
- Odznaka 45-lecia Ligi Ochrony Przyrody (1972).